# Конжуков, Феликс Измайлович
Феликс Измайлович Конжуков (28 февраля 1937, Москва, СССР — 26 марта 2001, Москва, Россия) — советский футболист, защитник.

## Карьера
Воспитанник ФШМ Москва. За свою карьеру выступал в советских командах «Буревестник» (Москва), «Спартак» (Москва), «Труд» (Калининград, М.о.) и «Вымпел» (Калининград, М.о.).